# Тајвански мореуз
Тајвански мореуз (кин. 臺灣海峽) пролаз је који дели острво Тајван од копнене Кине. Мореуз је део Јужног кинеског мора и повезује Источнокинеско море на северу. Најјужи део мореуза је широк 130 километара.
Тајвански мореуз је сам по себи предмет међународног спора око његовог политичког статуса. Пошто Народна Република Кина тврди да ужива „суверенитет, суверена права и јурисдикцију над Тајванским мореузом“ и сматра пловни пут „унутрашњим територијалним водама“ уместо међународним водама, то значи да кинеска влада пориче да било које страно пловило има слободу пловидбе у мореузу. Ова позиција је изазвала оштре примедбе Сједињених Држава, Аустралије, Француске и Тајвана.

## Географија
Тајвански мореуз је водено тело које одваја провинцију Фуђен од острва Тајван. Међународни споразум не дефинише Тајвански мореуз, већ ставља његове воде унутар Јужног кинеског мора, чија северна граница иде од рта Фугуи (најсевернија тачка на острву Тајван; Фукикаку) до острва Ниушан до најјужније тачке острва Пингтан и одатле на запад дуж паралелно 25° 24′ С. до обале провинције Фуђен. Нацрт за ново издање IHO-ових Граница океана и мора прецизно дефинише Тајвански мореуз, класификујући га као део северног Тихог океана. То чини Тајвански мореуз воденим телом између Источног и Јужног кинеског мора и ограничава га:
На северу: линија која спаја обалу Кине (25° 42′ С - 119° 36′ И) на исток до рта Сјанг (25° 40′ С - 119° 47′ 10″ Е), северног краја острва Хајтан, а одатле до рта Фугуј (25° 17′ 45″ С - 121° 32′ 30″ И), северног краја острва Тајван (заједничка граница са Источним кинеским морем, видети 7.3).
На истоку: Од рта Фугуј према југу, дуж западне обале острва Тајван, до рта Елуан (21° 53′ 45″ С - 120° 51′ 30″ И),, јужног краја овог острва.
На југу: линија која спаја рт Елуан на северозападу, дуж јужних обала острва Нанао, до југоисточног краја овог острва (23° 23′ 35″ С - 117° 07′ 15″ И); одатле на запад, дуж јужне обале острва Нанао, до Чангшан главе  (23° 25′ 50″ С - 116° 56′ 25″ И), западног краја овог острва; а одатле линија која спаја Чангшан главу на запад до ушћа реке Ханђанг (23° 27′ 30″ N - 116° 52′ E), на обали Кине (заједничка граница са Јужним кинеским морем, видети 6.1).
На западу: Од ушћа реке ХанЂанг на североистоку, дуж обале Кине, до положаја 25° 42′ С - 119° 36′ И. 
Цео мореуз се налази на азијском континенталном појасу. Дубока је скоро у потпуности мање од 150 m (490 ft; 82 fathoms), са кратком јаругом те дубине на југозападној обали Тајвана. Као таквом, у мореузу има много острва. Највећа и најважнија острва на обали Фуђена су Сјамен, Гулангју, Пингтан („Хајтан“ по дефиницији IHO ), Кинмен и Мацу. Прва три контролише Народна Република Кина (НРК), а последња два од Република Кина. Унутар мореуза се налазе Пенгху или Пескадорес, које такође контролише Тајван. Постоји велика подводна обала 40–60 km (25—37 миља) северно од острва Пенгху.

### Средња линија
Историјски гледано, и Народна Република Кина (НРК) и Република Кина на Тајвану су заступале политику једне Кине која је теснац сматрала делом ексклузивне економске зоне једне „Кине“. У пракси, поморска граница контроле постоји дуж средње линије низ мореуз. Средња линија је дефинисана 1955. од стране генерала америчког ваздухопловства Бенџамина О. Дејвиса млађег који је повукао линију низ средину мореуза, а затим су САД извршиле притисак на обе стране да уђу у прећутни споразум да не прелазе средњу линију. НРК није прешла средњу линију све до 1999. године, међутим, након првог насртаја 1999. године, кинески авиони су прелазили преко средње линије са све већом регуларношћу. Средња линија је такође позната као Дејвисова линија.

## Геологија

### Расподела седимента
Сваке године, тајванске реке носе до 370 милиона тона седимената у море, укључујући 60 до 150 милиона тона депонованих у Тајвански мореуз. Током протеклих десет хиљада година, 600 милијарди тона речних седимената је депоновано у Тајванском мореузу, локално формирајући слој дебљине до 40 м у јужном делу Тајванског мореуза.

## Галерија
- Поглед са западне стране Азије на Пацифик
- Поглед са источне стране Пацифика ка Азији
- Поглед са јужне стране Источнокинеског мора на Јужнокинеско море
- Поглед са северне стране Јужнокинеског мора на Источнокинеско море